# Mike Peters
Michael Bartley Peters, conocido como Mike Peters (San Luis, Misuri, Estados Unidos; 9 de octubre de 1943) es un historietista estadounidense. 
Es el creador de Mother Goose and Grimm, distribuido por la King Features Syndicate y sus historietas fueron publicadas en 500 periódicos, teniendo un estimado de 100 millones de lectores diarios.
Con dicha historieta, ganó el premio Pulitzer en la categoría de caricatura editorial en 1981, y en 1991 obtuvo un Reuben Award por la National Cartoonists Society.